# Тубак (Аризона)
Тубак (енгл. Tubac) насељено је место без административног статуса у америчкој савезној држави Аризона.

## Демографија
По попису из 2010. године број становника је 1.191, што је 242 (25,5%) становника више него 2000. године.
| Група             | 2000.       | 2010.       |
| Белци             | 764 (80,5%) | 922 (77,4%) |
| Афроамериканци    | 0 (0,0%)    | 5 (0,4%)    |
| Азијати           | 4 (0,4%)    | 7 (0,6%)    |
| Хиспаноамериканци | 173 (18,2%) | 246 (20,7%) |
| Укупно            | 949         | 1.191       |